# X Factor (Germania)
X Factor Deutschland è la versione tedesca del talent show musicale britannico The X Factor, in cui concorrono aspiranti cantanti pop scelti attraverso audizioni. Le prime due puntate del programma, riguardanti le audizioni, sono andate in onda sul canale tedesco RTL, ma le seguenti sono andate in onda su VOX. Entrambi i canali fanno parte del Mediengruppe RTL Deutschland.
Lo spettacolo è stato cancellato dopo la terza stagione nel 2012, per poi essere ripreso nel 2018 sul suo nuovo canale di casa, Sky Deutschland. La nuova stagione è stata presentata in anteprima il 27 agosto 2018 su Sky 1. Tuttavia il 7 dicembre 2018, Sky ha nuovamente annullato la serie dopo una sola stagione.

## Sinossi

### Le fasi: dai casting all'esibizione dal vivo
Durante il cammino a X Factor le aspiranti pop star dovranno affrontare quattro fasi:
- Prima fase: Audizione;
- Seconda fase: Bootcamp;
- Terza fase: Visita a casa del giudice e scelta finale;
- Esibizione in diretta sul palco di X Factor.

## Edizioni
Legenda:
- Ragazzi;
- Ragazze;
- Over 25;
- Gruppi;
- Under 24;

| Stagione | Vincitore              | Concorrente       | Conduttore                     | Giudici                                             | Giudice        | Rete    |
| -------- | ---------------------- | ----------------- | ------------------------------ | --------------------------------------------------- | -------------- | ------- |
| 2010     | Edita Abdieski         | Big Soul          | Jochen Schropp                 | Till Brönner Sarah Connor George Glueck             | Till Brönner   | VOX RTL |
| 2011     | David Pfeffer          | Raffaela WAIS     | Jochen Schropp                 | Till Brönner Sarah Connor Das Bo                    | Till Brönner   | VOX RTL |
| 2012     | Mrs. Greenbird         | Melissa Heiduk    | Jochen Schropp                 | Sarah Connor H.P. Baxxter Sandra Nasic Moses Pelham | Sandra Nasic   | VOX RTL |
| 2018     | EES & The Yes-Ja! Band | Wait of the World | Charlotte Würdig Bence Istenes | Thomas Anders Sido Iggy Uriarte Jennifer Weist      | Jennifer Weist | Sky     |

## Giudici e categorie
La prima edizione, condotta da Jochen Schropp, ha una giuria composta da:
- Sarah Connor (categoria 16-24);
- Till Bronner (categoria 25+);
- George Glueck (categoria Gruppi Vocali).

Nella seconda edizione Glueck è stato sostituito da Das Bo. 
Nella terza edizione la giuria è costituita da Sarah Connor, Moses Pelham, H. P. Baxxter (già appartenente al progetto musicale Scooter) e Sandra Nasić, cantante dei Guano Apes.
| Stagione | Sarah Connor                                      | George Glueck                                                | Till Brönner                                                 |
| -------- | ------------------------------------------------- | ------------------------------------------------------------ | ------------------------------------------------------------ |
| Prima    | 16-24 Mati Gavriel Marlon Bertzbach Pino Severino | Gruppi Big Soul Urban Candy LaFamille                        | 25+ Edita Abdieski Anthony Thet Meral Al-Mer                 |
| Stagione | Sarah Connor                                      | Das Bo                                                       | Till Brönner                                                 |
| Seconda  | Gruppi Nica & Joe BenMan Boyz II Hot Soultrip     | 16-24 Raffaela Wais Monique Simon Martin Madeja Kassim Auale | 25+ David Pfeffer Rufus Martin Volker Schlag Gladys Mwachiti |

In verde la categoria vincitrice; in grassetto il vincitore.